# Ourapteryx
Ourapteryx là một chi bướm đêm thuộc họ Geometridae.

## Các loài tiêu biểu
- Ourapteryx caecata (Bastelberger, 1911)
- Ourapteryx changi Inoue, 1985
- Ourapteryx clara Matsumura, 1910
- Ourapteryx claretta Holloway, 1982
- Ourapteryx falciformis Inoue, 1993
- Ourapteryx flavovirens Inoue, 1985
- Ourapteryx fulvinervis (Warren, 1894)
- Ourapteryx incaudata Warren, 1897
- Ourapteryx inspersa Wileman, 1912
- Ourapteryx japonica Inoue, 1993
- Ourapteryx maculicaudaria (Motschulsky, 1866)
- Ourapteryx monticola Inoue, 1985
- Ourapteryx nigrociliaris Inoue, 1985
- Ourapteryx obtusicauda (Warren, 1894)
- Ourapteryx pallidula Inoue, 1985
- Ourapteryx parallelaria (Leech, 1891)
- Ourapteryx persica (Ménétriés, 1832)
- Ourapteryx picticaudata (Walker, 1860)
- Ourapteryx podaliriata (Guenée, 1857)
- Ourapteryx pura (Swinhoe, 1902)
- Ourapteryx purissima Thierry-Meig, 1905
- Ourapteryx ramosa (Wileman, 1910)
- Ourapteryx sambucaria (Linnaeus, 1758)
- Ourapteryx sciticaudaria Walker, 1862
- Ourapteryx similaria (Matsumura, 1910)
- Ourapteryx taiwana Wileman, 1910
- Ourapteryx ussurica Inoue, 1993
- Ourapteryx variolaria Inoue, 1985
- Ourapteryx venusta Inoue, 1985
- Ourapteryx yerburii Matsumura, 1910

## Hình ảnh

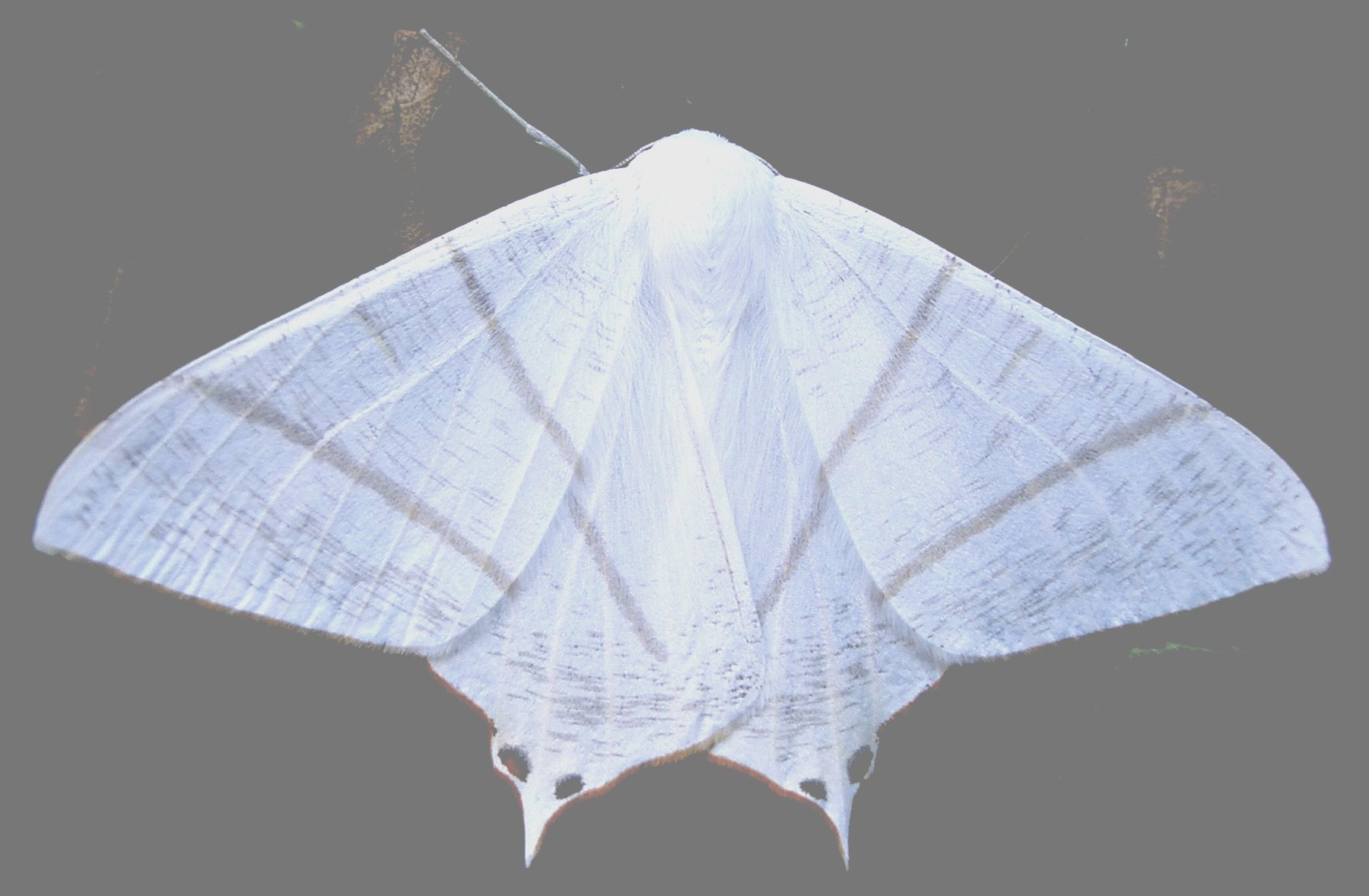
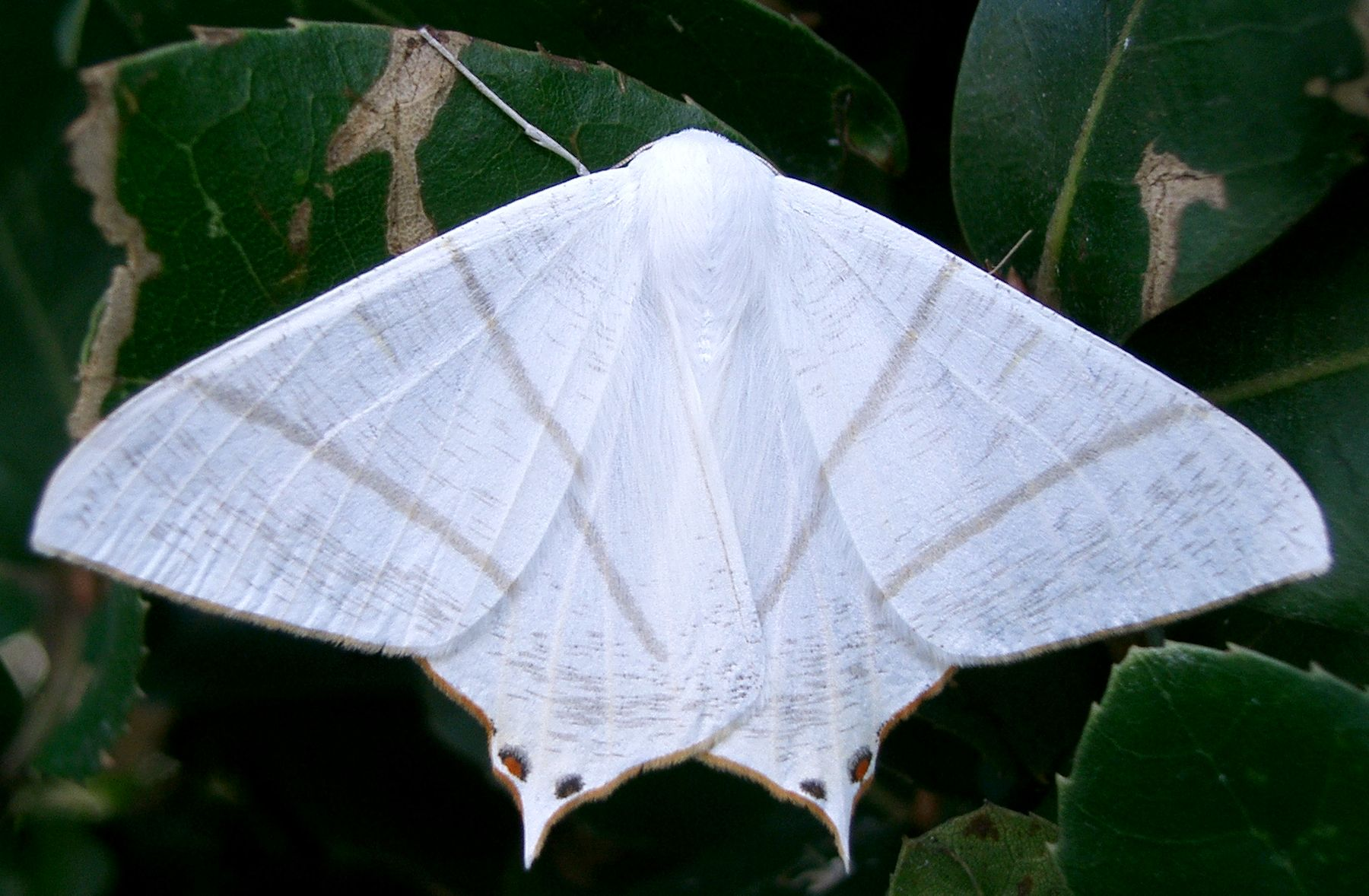
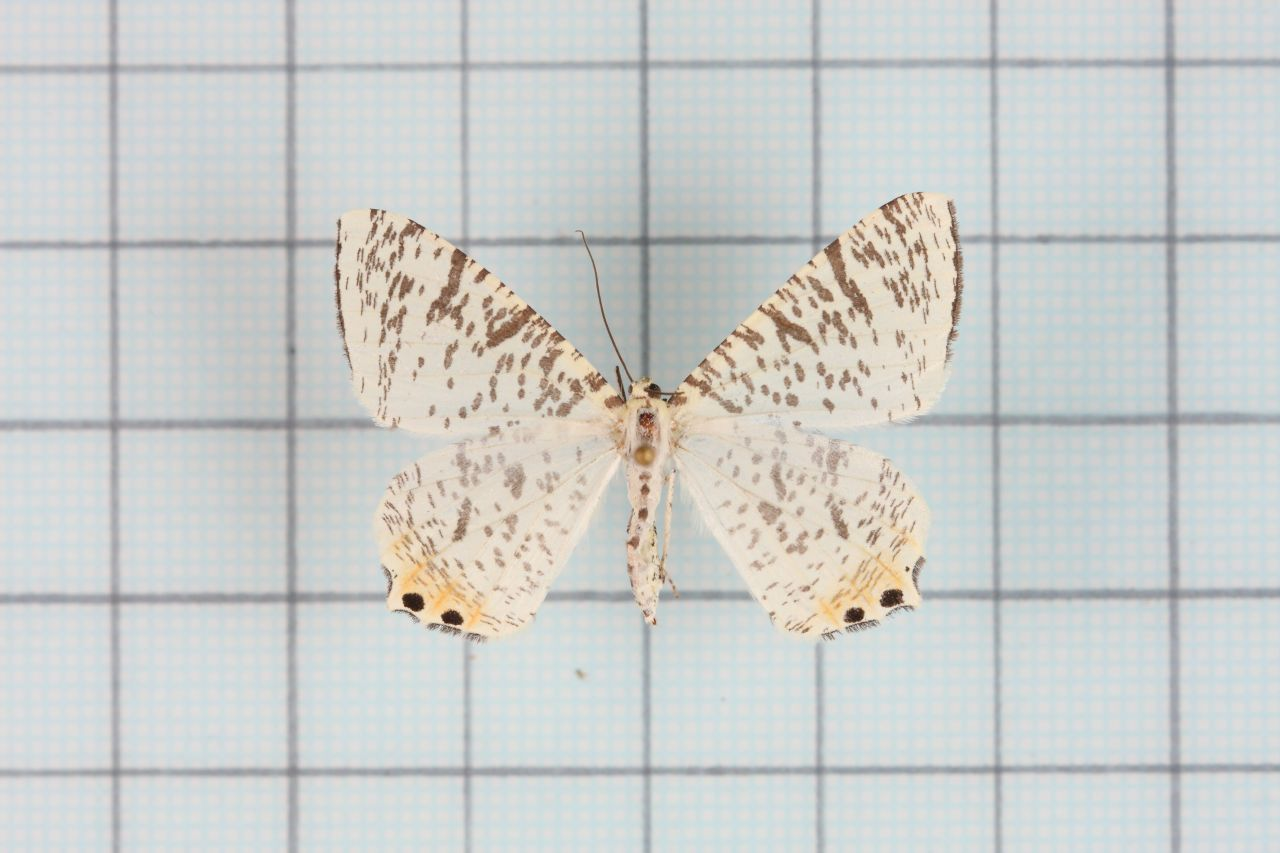